# Al-Tadamon SC Tir
L'Al-Tadamon SC Tir (àrab: نادي التضامن الرياضي - صور, Nādī at-Taḍāmun ar-Riyāḍī - Ṣūr, ‘Club Esportiu de la Solidaritat - Tir’) és un club de futbol libanès de la ciutat de Tir.

## Palmarès
- Copa libanesa de futbol:[2]
  - 2000–01
- Copa Challenge libanesa de futbol:[2]
  - 2013, 2018